# Приовражный (Ульяновская область)
Приовражный — упразднённый посёлок в Николаевском районе Ульяновской области России. Входил в состав Прасковьинского сельского поселения.

## География
Посёлок находится в юго-западной части Ульяновской области, в лесостепной зоне, в пределах Приволжской возвышенности, на правом берегу реки Ардовать, на расстоянии примерно 6 километров (по прямой) к юго-западу от села Прасковьино.
Климат
Климат характеризуется как умеренно континентальный, с тёплым летом и умеренно холодной зимой. Среднегодовая температура воздуха — 10 °С. Средняя температура воздуха самого тёплого месяца (июля) — 19,2 °C (абсолютный максимум — 41 °C); самого холодного (января) — −13,3 °C (абсолютный минимум — −48 °C). Продолжительность безморозного периода составляет в среднем 202 дня. Среднегодовое количество атмосферных осадков составляет 455—530 мм, из которых большая часть выпадает в период с апреля по сентябрь. Снежный покров образуется в конце ноября и держится в течение 128 дней.

## История
Исключен из учётных данных в 2002 году постановлением заксобрания Ульяновской области от 10.12.2002 г. № 066-ЗО

## Население
Согласно переписи 2002 года в посёлке отсутствовало постоянное население